# Путешествия Гулливера
«Путешествия в некоторые отдалённые страны мира в четырёх частях: сочинение Ле́мюэля Гулливе́ра, сначала хирурга, а затем капитана нескольких кораблей» (англ. Travels into Several Remote Nations of the World, in Four Parts. By Lemuel Gulliver, First a Surgeon, and then a Captain of Several Ships), часто сокращённо называемое «Путешествия Гулливе́ра» (англ. Gulliver's Travels) — сатирико-фантастический роман Джонатана Свифта, в котором ярко и остроумно высмеиваются человеческие и общественные пороки. Роман содержит увлекательный приключенческий сюжет, сочетающий элементы фантастики, утопии, антиутопии и сатирической притчи, широко используются гротеск и аллегория.
Первое издание вышло в 1726 году в Лондоне. Книга стала классикой нравственно-политической сатиры, хотя особенно широкой популярностью пользуются её сокращённые переделки (и экранизации) для детей. Причисляется к канону Эпохи Просвещения.
Роман входит во Всемирную библиотеку (список наиболее значимых произведений мировой литературы Норвежского книжного клуба).

## Сюжет
«Путешествия Гулливера» — программный манифест Свифта-сатирика.
- В первой части книги автор смеётся над нелепым самомнением лилипутов.
- Во второй, в стране великанов, меняется точка зрения, и выясняется, что наша цивилизация заслуживает такого же осмеяния.
- В третьей части высмеивается, с разных сторон, самомнение человеческой гордыни.
- В четвёртой части появляются мерзкие еху как концентрат исконной человеческой природы, не облагороженной духовностью.

Как обычно, Свифт не прибегает к морализаторским наставлениям, предоставляя читателю сделать собственные выводы — выбрать между еху и их моральным антиподом, причудливо облачённым в лошадиную форму.

### Часть 1. Путешествие в Лилипутию

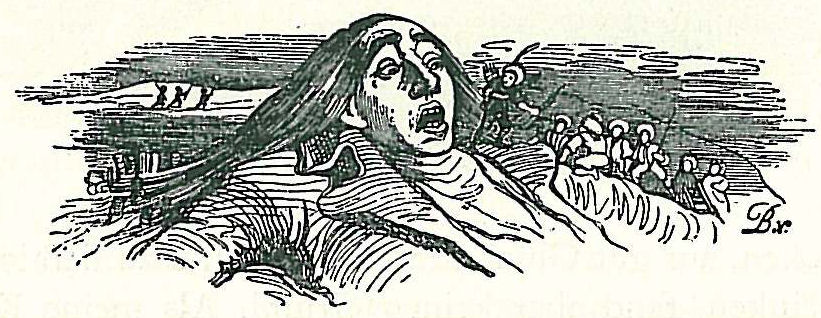
Гулливер пленён лилипутами. Иллюстрация Жана Гранвиля

Судовой врач Лемюэль Гулливер после кораблекрушения попадает в страну Лилипутию, в которой живут маленькие, в 12 раз меньше людей, человечки — лилипуты. Они захватывают Гулливера в плен. Позже местный император принимает от него вассальную клятву с обещанием послушания и освобождает.

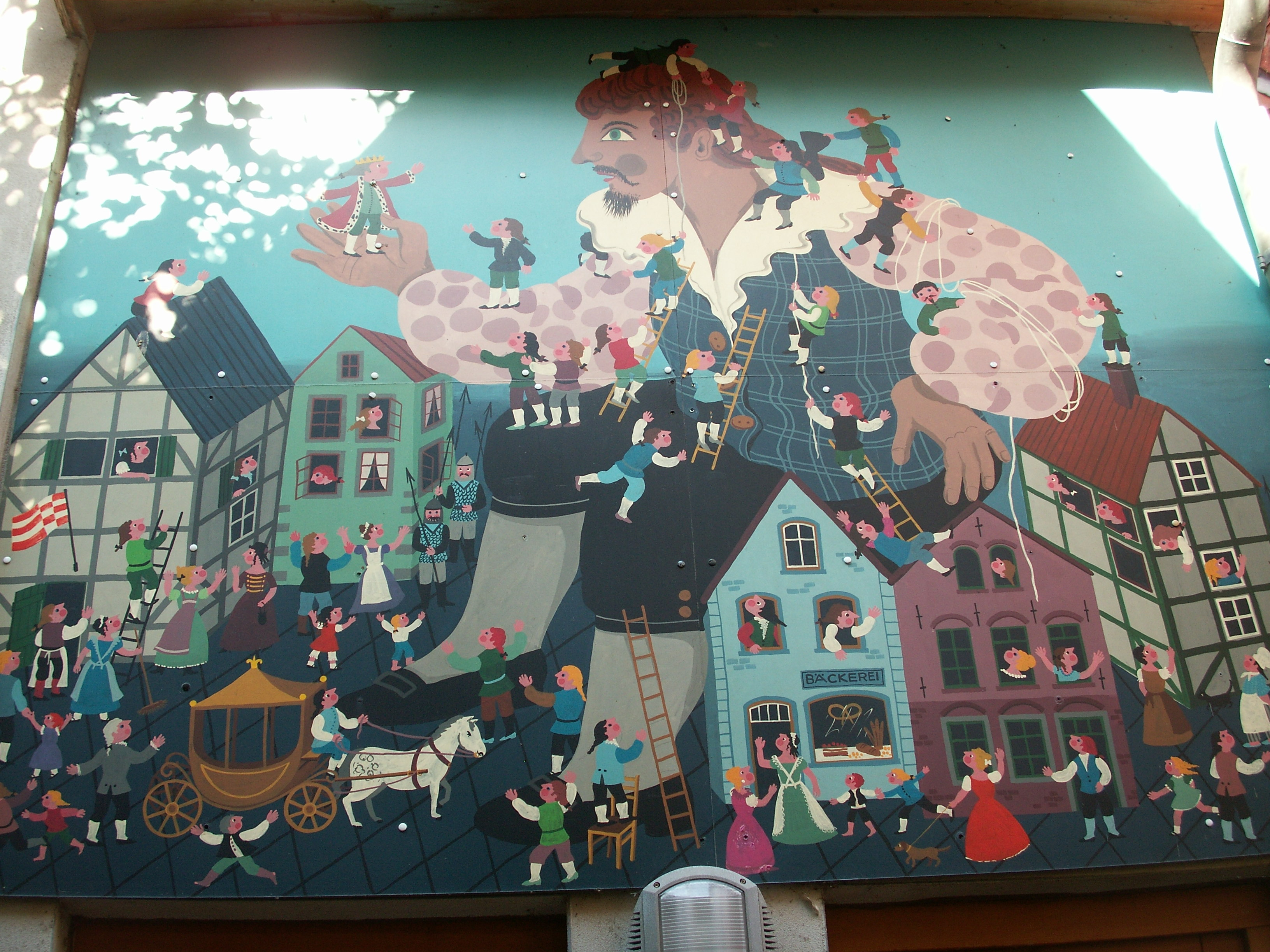
Гулливер у лилипутов. Настенная роспись в Бремене

В этой части Свифт саркастически описывает непомерное самомнение лилипутов и их нравы, карикатурно копирующие человеческие. Например, император лилипутов носит высокопарный титул «отрада и ужас вселенной… монарх над монархами, величайший из всех сынов человеческих, который своею стопой упирается в центр земли, а главою касается солнца».
Здесь, как и в других частях книги, многие эпизоды сатирически намекают на современные Свифту события. Например, есть конкретная сатира на короля Георга I (вычеркнутая редактором в первом издании) и премьер-министра Роберта Уолпола, а также выведены политические партии тори и вигов (высококаблучники и низкокаблучники соответственно). Религиозные разногласия между католиками и протестантами изображены знаменитой аллегорией бессмысленной войны остроконечников и тупоконечников, спорящих, с какого конца надо разбивать варёные яйца.
Гулливер, принёсший присягу Лилипутии, ввязывается в войну между ней и соседним государством Блефуску, населённым той же самой расой. Он захватывает вражеский военный флот и решает войну в пользу Лилипутии. Император решает полностью поработить Блефуску, где укрываются недобитые тупоконечники, и требует от Гулливера угнать все остальные корабли неприятеля, но главный герой не желает выступить орудием порабощения народа Блефуску.
Один из лилипутов тайком сообщает герою, что королевский двор выдвинул против него обвинение в измене, в связи с его отказом участвовать в завоевании Блефуску и нарушением закона, запрещающего справлять нужду в пределах королевского дворца (главный герой потушил пожар, охвативший дворец, струёй мочи, после чего императрица затаила на него злобу). Выслушав доводы казначея, считающего, что содержание Человека-горы ложится на королевскую казну, император соглашается, что Гулливера надо убить, заморив его голодом, а для начала — ослепить его.
Узнав об этих коварных планах, Гулливер перебирается в Блефуску. Лилипуты находят в море опрокинутую лодку. С их помощью Гулливеру удаётся притащить её в порт и привести в порядок. Отказавшись остаться в Блефуску, Гулливер выходит в океан, где его подбирает судно и возвращает на родину.

### Часть 2. Путешествие в Бробдингнег (Страну Великанов)

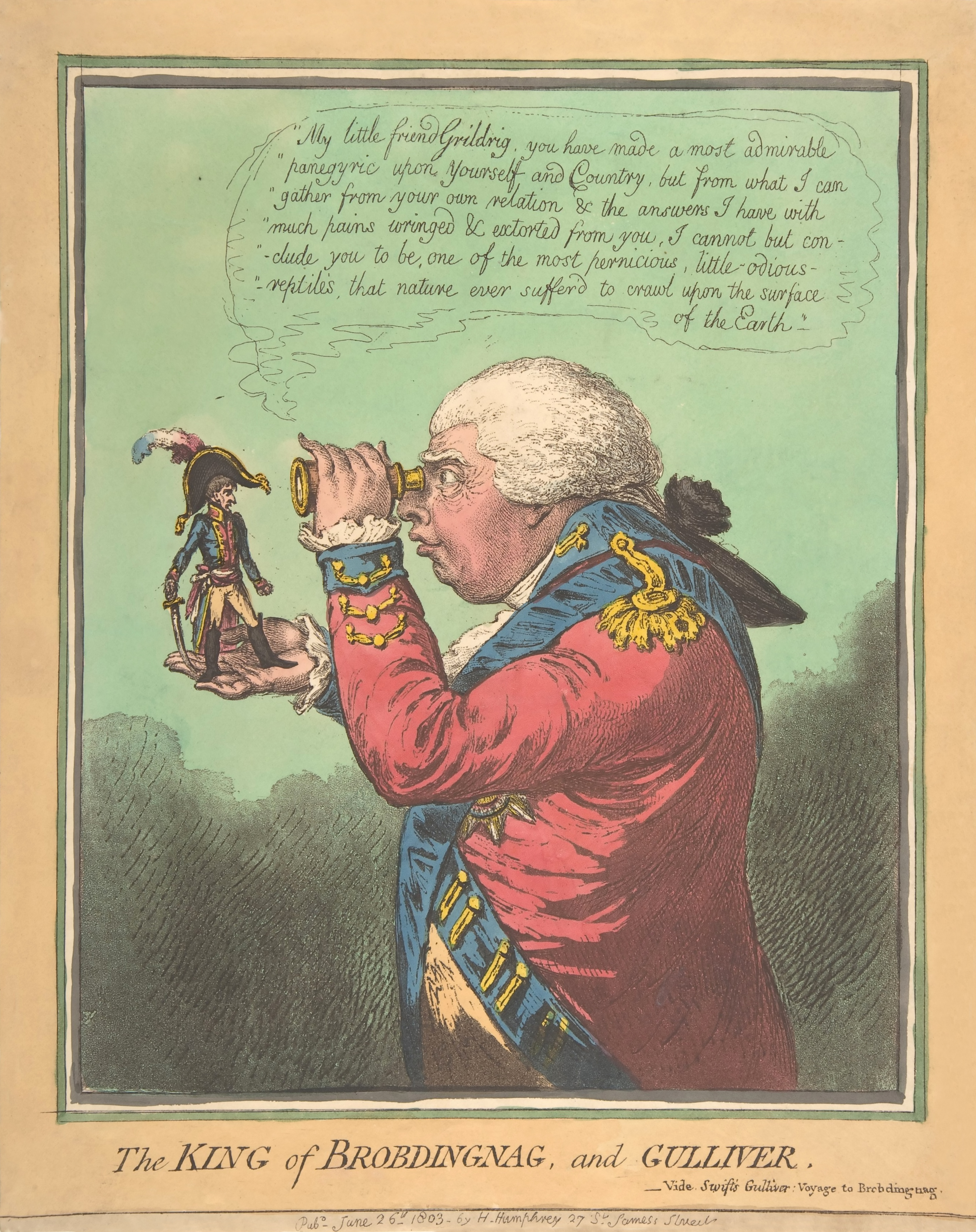
Король великанов разглядывает Гулливера. Английская карикатура начала XIX века изображает короля Георга III и Наполеона

Буря уносит корабль Гулливера в неизвестную часть океана. Небольшой отряд матросов вместе с Гулливером высаживается на неизвестном берегу, чтобы пополнить запасы воды. Завидев великана ростом в 22 метра (в Лилипутии все размеры в 12 раз меньше наших, а в Бробдингнеге — в 12 раз больше) спутники Гулливера в панике бросаются к лодке и уплывают, оставив героя на произвол судьбы. Один из батраков находит Гулливера и относит его к своему хозяину-фермеру. Фермер относится к нему, как к диковинке, и показывает его за деньги. Его алчность растёт, Гулливер буквально лишается отдыха и выбивается из сил, но, к счастью, его покупает королева Бробдингнега и оставляет при дворе в качестве забавного разумного зверька. Бробдингнег отделён от остального мира морем и непроходимой горной грядой. Все обитатели этой страны отличаются гигантскими размерами и Гулливер несколько раз попадает в опасные приключения, едва не становясь жертвой собаки, обезьяны, стаи ос, лягушки и т. д.
Гулливер обсуждает европейскую политику с королём, который иронически комментирует его рассказы. Здесь, так же как и в первой части, сатирически критикуются человеческие и общественные нравы, но уже не аллегорически (под маской лилипутов), а прямо, устами короля великанов.
Король великанов — один из немногих благородных персонажей в книге Свифта. Он добр, проницателен, умело и справедливо управляет своей страной. Предложение Гулливера использовать огнестрельное оружие для завоевательных войн он с возмущением отверг и запретил под страхом смерти всякое упоминание об этом дьявольском изобретении. В 7 главе король произносит знаменитую фразу, ставшую афоризмом:

Всякий, кто вместо одного колоса или одного стебля травы сумеет вырастить на том же поле два, окажет человечеству и своей родине бо́льшую услугу, чем все политики, взятые вместе.
Оригинальный текст (англ.)
that whoever could make two ears of corn, or two blades of grass, to grow upon a spot of ground where only one grew before, would deserve better of mankind, and do more essential service to his country, than the whole race of politicians put together.
Во время поездки на побережье огромный орёл уносит оставленный без присмотра походный дом Гулливера, но после роняет его в море. Гулливера подбирает европейское судно и возвращает его в Англию.

### Часть 3. Путешествие в Лапуту, Бальнибарби, Лаггнегг, Глаббдобдриб и Японию

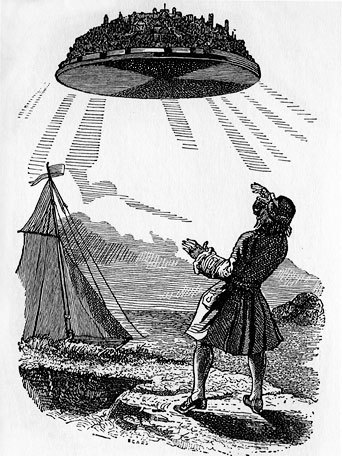
Гулливер и летающий остров Лапута. Иллюстрация Жана Гранвиля

Гулливер отправляется в новое плавание, но его корабль захватывают пираты и высаживают его на необитаемом острове к югу от Алеутских островов. Здесь героя подбирает летающий остров Лапута. Его основание — это исполинский алмазный диск, в который встроен магнит, благодаря этому Лапута совершает полёты и даже может приземляться. Все знатные жители этого острова увлечены математикой и музыкой и донельзя рассеянны. Только простонародье и женщины отличаются здравомыслием и могут поддерживать нормальную беседу. Герой тяготится пребыванием на острове, и его высаживают на землю, в королевство Бальнибарби, находящееся под властью Лапуты. Там он находит приют у местного сановника Мьюноди. Герой с удивлением наблюдает сельскую местность, находящуюся в страшном разорении, и как контраст — цветущее имение своего хозяина. Мьюноди объясняет, что в стране заправляют прожектёры, ни один проект которых не удаётся. А он и несколько его друзей ведут хозяйство на старинный манер, что вызывает неудовольствие высшего общества.
Герой посещает столичную Академию прожектёров, где пытаются претворить в жизнь различные смехотворные псевдонаучные начинания. Власти Бальнибарби потворствуют агрессивно настроенным прожектёрам, вводящим повсеместно свои улучшения, из-за чего страна находится в страшном упадке.
Ожидая прибытия корабля, Гулливер совершает поездку на остров Глаббдобдриб, жители которого — чародеи, способные вызывать тени умерших, и беседует с легендарными деятелями древней истории. Сравнивая предков и современников, он убеждается в вырождении знати и человечества. Гулливер приезжает в страну Лаггнегг, где узнаёт про струльдбругов — бессмертных людей, обречённых на вечную бессильную старость, полную страданий и болезней.
Благодаря покровительству императора Лаггнегга Гулливер попадает в Японию, в то время практически закрытую от Европы (из всех европейцев тогда туда пускали только голландцев, и то лишь на островок Дэдзима в гавани Нагасаки), и оттуда он возвращается на родину. Это единственное в своём роде описание путешествий: Гулливер посещает сразу несколько стран, населённых такими же людьми, как и он сам, и возвращается, имея представление о направлении обратного пути.
В этой части книги Свифт упоминает два спутника Марса, хотя открыты они были астрономом Асафом Холлом лишь в 1877 году, то есть спустя 150 лет после написания книги.

### Часть 4. Путешествие в страну гуигнгнмов

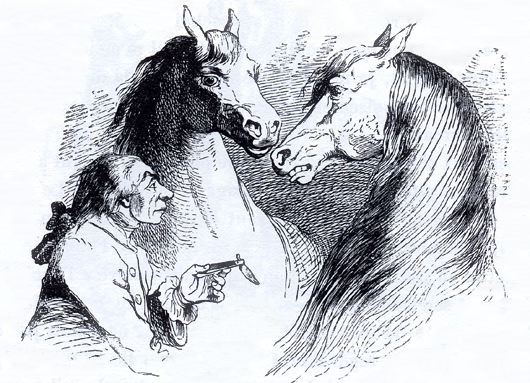
Гулливер и гуигнгнмы. Иллюстрация Жана Гранвиля

Спустя пять месяцев, Гулливер снаряжает собственный купеческий корабль «Адвенчурер» (англ. Adventurer, буквально — «искатель приключений»), устав от должности хирурга на чужих судах. В пути он вынужден восполнить свой экипаж, часть которого умерла от болезней. Однако новоприбывшие матросы оказываются преступниками, они вступают в сговор, поднимают мятеж и высаживают героя на безлюдный, неизвестный берег, решив заняться пиратством. Гулливер встречает стаю омерзительных человекообразных существ, которые разбегаются при появлении лошади. Гулливер удивлён странным, кажущимся разумным, поведеним лошади и идёт за ней, надеясь что она приведёт его к хозяину-туземцу. Гулливер добирается до хутора, где понимает, что лошади разумны, ведут своё хозяйство, а человекообразные существа (еху) низведены до положения скота.
Гулливер остаётся жить у лошадей (гуигнгнмов), учит их язык и рассказывает своему хозяину о своей стране, народе и нравах. Он узнаёт, что еху появились в этой стране сравнительно недавно, очевидно, что несколько людей случайно попали в эту страну, размножились, одичали, после чего гуигнгнмы устроили на них большую облаву, а выживших сделали своим домашним скотом. Гулливер узнаёт многие пороки людей в поведении еху. Он проникается глубоким уважением к добродетелям гуигнгнмов и думает провести среди них остаток жизни, но великое собрание гуигнгнмов, недовольное тем, что хозяин Гулливера обращается с еху как с разумным существом, требует от него или изгнать Гулливера, или обращаться с ним как с еху.
Огорчённый Гулливер подчиняется, с помощью слуг хозяина строит лодку и отправляется в плавание. Заметив парус, он причаливает к берегу и скрывается, надеясь провести остаток жизни в одиночестве, а не среди еху. Однако берег оказывается прекрасно знакомым португальцам-корабельщикам, которые регулярно пополняют там запасы воды; они высаживаются, обнаруживают Гулливера и забирают его на корабль. Общество людей и даже их запах невыносимы для Гулливера, он собирается покончить с собой, но капитан корабля уговаривает его вернуться к семье, приводя довод, что вряд ли Гулливер найдёт необитаемый остров, а в своём доме он обретёт относительное уединение.
Спустя несколько лет Гулливер всё ещё испытывает отвращение ко всему человеческому, в том числе к своей семье. Приятнее всего ему общаться с конюхом, из-за исходящего от него запаха конюшни.

## История появления

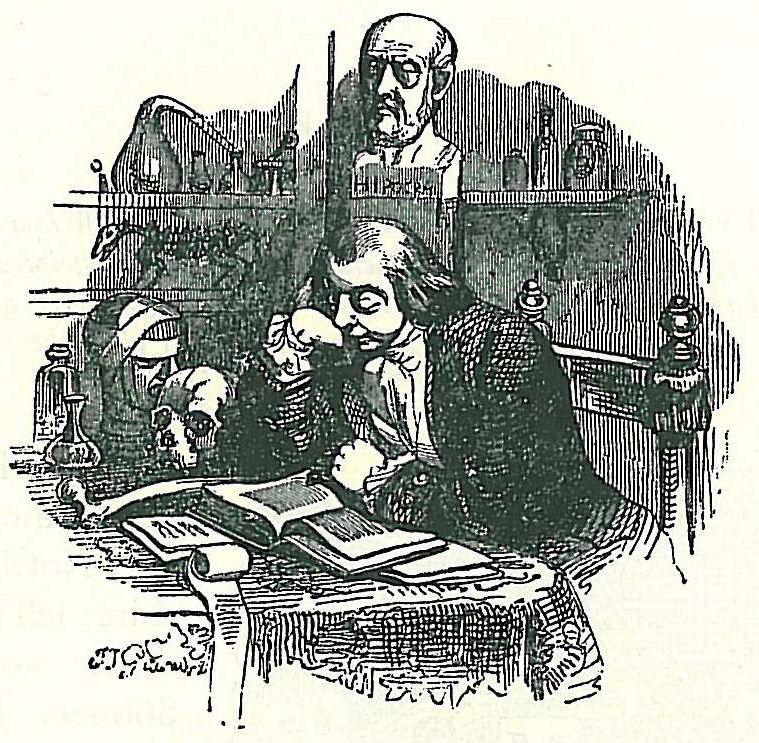
Гулливер рядом с бюстом Свифта пишет о своих путешествиях. Гравюра Гранвиля

Среди книг, повлиявших на «Путешествия Гулливера», выделяют античный роман Лукиана «Правдивая история». Особенно значительно влияние Лукиана в третьей книге работы Свифта. Британский литературовед Чарльз Уибли, живший до всплеска популярности научной фантастики, назвал «Путешествия Гулливера» величайшим наследником «Правдивой истории» Лукиана. Французский писатель XVII века д’Абланкур написал продолжение «Правдивой истории», где упоминается «остров животных, с которым соседствовали острова великанов, волшебников и пигмеев». Неясно, есть ли здесь связь с «Гулливером» или это простое совпадение.
Судя по переписке Свифта, замысел книги у него сложился около 1720 года. Начало работы относится к 1721 году; в январе 1723 года Свифт писал: «Я покинул Страну Лошадей и пребываю на летучем острове… два моих последних путешествия вскоре закончатся».
Работа над книгой продолжалась до 1725 года. В 1726 году «Путешествия Гулливера» (без указания имени настоящего автора) вышли в свет. Книга, несколько подпорченная цензурой, пользуется невиданным успехом, и авторство её ни для кого не секрет. За несколько месяцев «Путешествия Гулливера» переиздавались трижды, вскоре появились переводы на немецкий, голландский, итальянский и другие языки, а также обширные комментарии с расшифровкой свифтовских намёков и аллегорий.
Вольтер, находившийся тогда в лондонском изгнании, дал восторженный отзыв о книге и прислал несколько экземпляров во Францию. Первый перевод на французский язык, на многие годы ставший классическим, выполнил в 1727 году известный писатель, аббат Пьер Дефонтен. Последующие переводы на другие европейские языки долгое время (почти полтора столетия) выполнялись не с английского оригинала, а с французской версии. В предисловии и письме Свифту Дефонтен признался, что множество мест переделал, чтобы книга соответствовала французским вкусам (но умолчал о масштабе переработки — он удалил почти половину текста, дописав свой, и значительно переписал остальное), что было обычной практикой французских классицистов. В ответном письме Свифт, деланно отстранившись от авторства, дал оценку своему творению:

Сторонники этого Гулливера, которых у нас здесь несть числа, утверждают, что его книга проживёт столько же, сколько наш язык, ибо ценность её не зависит от преходящих обычаев мышления и речи, а состоит в ряде наблюдений над извечным несовершенством, безрассудством и пороками рода человеческого.

Первое французское издание «Гулливера» разошлось за месяц, вскоре последовали переиздания; всего дефонтеновская версия издавалась более 200 раз. Неискажённый французский перевод с великолепными иллюстрациями Гранвиля появился только в 1838 году.
После смерти Свифта в Британии подавляющее число изданий романа в разной степени сокращены, отредактированы или адаптированы для детей ради «изгнания пошлости» и т. п. Эта ситуация сохранялась как минимум до 1970 года. Текст Фолкнера 1735 года, выверенный Свифтом, впервые переиздан лишь в 1922 году.
Популярность свифтовского героя вызвала к жизни многочисленные подражания, фальшивые продолжения, инсценировки и даже оперетты по мотивам «Путешествий Гулливера». Под именем Гулливера только на английском языке опубликовали до сотни трактатов, фельетонов, утопических, сатирических и порнографических продолжений, вышла даже «Лиллипутская библиотечка, или Гулливеров музей: полная система знаний для юношества в десяти томах, составленная Лиллипутиусом Гулливером». В начале XIX века в разных странах появляются сильно сокращённые детские пересказы «Гулливера».

### Издания в России
Первый русский перевод «Путешествий Гулливера» вышел в 1772—1773 годах под названием «Путешествия Гулливеровы в Лилипут, Бродинягу, Лапуту, Бальнибарбы, Гуигнгмскую страну или к лошадям». Перевод выполнил (с французского издания Дефонтена) Ерофей Каржавин. В 1780 году каржавинский перевод был переиздан.
В течение XIX века в России было несколько изданий «Гулливера», все переводы сделаны с дефонтеновской версии. Благожелательно отзывался о книге Виссарион Белинский, её высоко ценили Лев Толстой и Максим Горький. Полный русский перевод «Гулливера» был выполнен П. П. Кончаловским и В. И. Яковенко и выходил дважды: в 1889 и 1901 годах. Однако они пользовались весьма несовершенным английским текстом в серии «Collection of British Authors», издававшейся немецкой фирмой Б. Таухница (В. Tauchnitz). Этот перевод был кардинально переработан А. А. Франковским в 1928 и 1935 годах с учётом работы, проделанной к тому времени английскими литературоведами. Он лежит в основе сокращённых изданий и детских пересказов первых двух частей (Тамары Габбе, Бориса Энгельгардта, Валентина Стенича), которые выходили гораздо бо́льшими тиражами, отсюда и распространённое среди читателей мнение о «Путешествиях Гулливера» как о сугубо детской книге. Общий тираж её советских изданий составляет несколько миллионов экземпляров. При переизданиях полного перевода Франковского в 1967 и 1976 годах проводилась редактура мелких частностей стиля, однако без обращения к подлиннику, что повлекло неточности в ряде случаев.

## Идейно-художественные мотивы
Мой краткий исторический очерк нашей страны за последнее столетие поверг короля [великанов] в крайнее изумление. Он объявил, что, по его мнению, эта история есть не что иное, как куча заговоров, смут, убийств, избиений, революций и высылок, являющихся худшим результатом жадности, партийности, лицемерия, вероломства, жестокости, бешенства, безумия, ненависти, зависти, сластолюбия, злобы и честолюбия… Потом… обратился ко мне со следующими словами, которых я никогда не забуду, как не забуду и тона, каким они были сказаны:
— Мой маленький друг Грильдриг, вы произнесли удивительнейший панегирик вашему отечеству; вы ясно доказали, что невежество, леность и порок являются подчас единственными качествами, присущими законодателю; что законы лучше всего объясняются, истолковываются и применяются на практике теми, кто более всего заинтересован и способен извращать, запутывать и обходить их… Факты, отмеченные мной в вашем рассказе, а также ответы, которые мне с таким трудом удалось выжать и вытянуть из вас, не могут не привести меня к заключению, что большинство ваших соотечественников есть порода маленьких отвратительных гадов, самых зловредных из всех, какие когда-либо ползали по земной поверхности.
Сатира Свифта в романе имеет две основные цели.
1. Свифта всегда выводило из себя излишнее человеческое самомнение: он писал в «Путешествиях Гулливера», что готов снисходительно отнестись к любому набору человеческих пороков, но когда к ним прибавляется ещё и гордыня, «терпение моё истощается»[25]. Во всех частях романа Свифт последовательно и ярко показывает, насколько необоснованно высокомерное человеческое самомнение.
2. Свифт не разделял либеральной идеи о высшей ценности прав отдельного человека; он считал, что, предоставленный самому себе, человек неизбежно скатится к скотскому аморализму еху. Для самого же Свифта мораль всегда стояла в начале списка человеческих ценностей. Нравственного прогресса человечества он не видел (скорее, наоборот, отмечал деградацию) и ясно показал это в «Путешествиях Гулливера»[26] [27].

Мнение Свифта о человеческой истории ярко выражено в монологе короля страны великанов (см. врезку).
Некоторые страны в романе носят черты утопии: Прежде всего, это страна великанов: Свифт пишет, ясно обнаруживая собственное понимание разумно устроенного общества, что «знания этого народа… ограничиваются моралью, историей, поэзией и математикой, но в этих областях, нужно отдать справедливость, ими достигнуто большое совершенство. Что касается математики, то она имеет здесь чисто прикладной характер и направлена на улучшение земледелия и разных отраслей техники, так что у нас она получила бы невысокую оценку» (Свифт иронически относился ко всякого рода умозрительным наукам и считал, что они должны приносить реальную пользу народным массам).

Гулливер и еху. Илл. Жана Гранвиля (1838)

Но особенно высокую оценку Свифта заслужила страна гуигнгнмов, полностью лишённых человеческих пороков. Гуигнгнмы — вегетарианцы, питаются овсом и молочными продуктами. Они не знают болезней, умирают без страданий. Часть гуигнгнмов, менее одарённая природой, работает слугами, но это единственное социальное неравенство в их обществе. Они «от природы одарены общим предрасположением ко всем добродетелям и не имеют ни малейшего понятия о том, что такое зло в разумном существе». Основным правилом их жизни является совершенствование разума. Главные их добродетели — дружба и доброжелательность ко всем своим собратьям. Ссоры, конфликты, гнев среди гуигнгнмов не встречаются никогда, в случае разногласий они совместно ищут наиболее разумное решение. Описанные Свифтом обычаи близки к идеалам просветительской философии рационализма XVIII века.
Для контраста Свифт тут же изобразил еху — концентрированный образ природы человека, не облагороженной духовностью. «Йэху — синтез пороков общества: животного эгоизма, стяжательства, похоти и собственничества». Свифт не раз заявлял, что ненавидит человеческую породу и считает её от природы порочной.
Свифт высмеял бессмысленные теологические споры (протестантов с католиками и пуританами), описав в «Путешествиях Гулливера» знаменитую аллегорию непримиримой борьбы тупоконечников против остроконечников по поводу того, с какого конца следует разбивать варёные яйца В этом, как ни странно, причина его неизменных выступлений против религиозной свободы в британском королевстве — он считал, что религиозный разброд подрывает общественную мораль и человеческое братство. Никакие богословские разногласия, по мнению Свифта, не являются серьёзной причиной для церковных расколов, и тем более — для конфликтов..
Защитники религиозных и либеральных ценностей немедленно обрушились с резкой критикой на сатирика. Они утверждали, что оскорбляя человека, он тем самым оскорбляет Бога как его создателя. Кроме богохульства, Свифта обвиняли в мизантропии, грубом и дурном вкусе, причём особое негодование вызывало 4-е путешествие.
Начало объективному исследованию творчества Свифта положил Вальтер Скотт (1814). С конца XIX века в Великобритании и в других странах вышло несколько научных исследований «Путешествий Гулливера».

## Культурное влияние
Книга Свифта вызвала множество подражаний и продолжений. Начало им положил французский переводчик «Гулливера» Дефонтен, сочинивший «Путешествия Гулливера-сына». Критики считают, что повесть Вольтера «Микромегас» (1752) написана под сильным влиянием «Путешествий Гулливера». Придуманные Свифтом слова «лилипут» (англ. lilliput) и «еху» (англ. yahoo) вошли во многие языки мира.
Роман Свифта оказал значительное влияние на последующее развитие литературы, в том числе на творчество Г. Филдинга, Т. Смоллетта, Л. Стерна, Дж. Байрона, А. Франса, Б. Шоу, Б. Брехта и других.
Свифтовские мотивы ясно ощущаются во многих произведениях Герберта Уэллса. Например, в романе «Мистер Блетсуорси на острове Рэмполь», общество дикарей-каннибалов аллегорически изображает пороки современной цивилизации. В романе «Машина времени» выведены две расы потомков современных людей — звероподобные морлоки, напоминающие еху, и их утончённые жертвы-элои. Есть у Уэллса и свои благородные великаны («Пища богов»).
Русский писатель-романтик А. С. Грин вспоминал, что «Путешествия Гулливера» были первой прочитанной им книгой (в шестилетнем возрасте), и книга произвела на него огромное впечатление.
Фридьеш Каринти сделал Гулливера героем своих двух повестей: «Путешествие в Фа-ре-ми-до» (1916) и «Капиллярия» (1920). По свифтовской схеме написана и классическая книга Лао Шэ «Записки о кошачьем городе». Выведенная там цивилизация марсианских кошек — едкий памфлет на современное автору китайское общество. Среди других известных произведений, использующих сходный приём — «Остров пингвинов» Анатоля Франса и «В стране водяных» Акутагавы.
Венгерский писатель-эсперантист Шандор Сатмари написал свой роман «Путешествие в Казохинию» в форме ещё одного путешествия Гулливера. Книга, написанная вначале на венгерском языке, была затем автором переведена на эсперанто. Русский перевод существует, но пока не опубликован.
Болгарский фантаст Эмил Манов написал сатирическую антиутопию «Путешествие в Уибробию» (Пътуване в Уибробия, 1981), герои которого попадают в тоталитарную страну, населённую различными персонажами «Путешествий Гулливера».
Несколько русских писателей опубликовали книги под одинаковым названием «Пятое путешествие Гулливера». Среди них: Андрей Аникин, Владимир Савченко, Михаил Козырев. Американский писатель Доктор Сьюз написал сказку «Хроника бутербродной войны», где, подобно лилипутам и блефускуанцам, юки, которые едят бутерброд маслом вверх, и зуки, которые едят бутерброд маслом вниз, ведут гонку вооружений.
Критик, филолог и переводчик Зверев, Алексей Матвеевич в эссе «О старшем брате и чреве кита: набросок к портрету Оруэлла» выразил мнение, что «Путешествия Гулливера» оказали значительное влияние на творчество Джорджа Оруэлла.
Композитор XVIII века Георг Филипп Телеман написал «Гулливер-сюиту» для двух скрипок.

## Экранизации
- Путешествие Гулливера (фильм, 1902)
- Новый Гулливер — СССР, 1935 год
- Путешествия Гулливера (мультфильм) — США, 1939 год (Макс Флейшер). Полнометражный мультфильм
- Лилипуты и великаны (Три мира Гулливера) (The 3 Worlds of Gulliver) (Джек Шер[англ.]), 1960 г.
- Приключения Гулливера[англ.] (The Adventures of Gulliver) (Джозеф Барбера, Уильям Ханна), 1968 г. м/ф
- Дело для начинающего палача (Pripad pro zacinajiciho kata) (Павел Юрачек[англ.]), 1969 г.
- Путешествия Гулливера[англ.] — англо-бельгийский фильм 1977 года
- Путешествия Гулливера — австралийский мультфильм 1979 года, экранизация первых двух частей.
- Путешествия Гулливера — Англия-США, мини-сериал 1996 года.
- Путешествие Гулливера 3D (Gulliver’s Travel) (Анита Юдип), 2006 г. м/ф
- Путешествия Гулливера — приключенческий фильм 2010 года.